# Grove of Titans

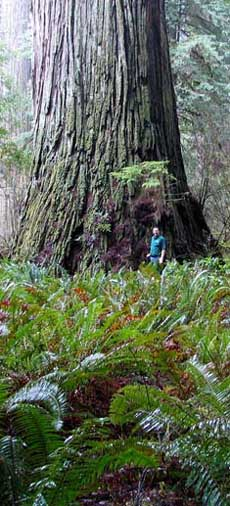
Del Norte Titan

Grove of Titans is de onofficiële naam voor een sequoiabos in het Jedediah Smith Redwoods State Park in Del Norte County in Noord-Californië met enkele reusachtige kustmammoetbomen (Sequoia sempervirens). Lost Monarch is de grootste boom qua volume en Del Norte Titan heeft de grootste losstaande stam.

## Geschiedenis
Grove of Titans is op 11 mei 1998 ontdekt door Stephen Sillet en Michael Taylor in het Jedediah Smith Redwoods State Park. De precieze locatie van het bos is niet openbaar gemaakt aan het grote publiek, maar veel mensen wandelen er langs als ze de route van Mill Creek Trail volgen en zouden het stuk bos kunnen zien. De botanische waarde is vergelijkbaar met de zuidelijker gelegen Atlas Grove.

## Flora

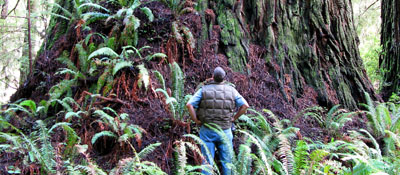
Boomverzorger MD Vaden die Screaming Titan bekijkt, een van de kustmammoetbomen

De grootste mammoetbomen die een naam hebben gekregen zijn onder meer Lost Monarch, El Viejo del Norte, Screaming Titans, Eärendil en Elwing, Aragorn, Sacajawea, Aldebaran, Stalagmight en Del Norte Titan.
Veel voorkomende bodembedekkers zijn de zwaardvaren (Polystichum munitum) en Oxalis oregana, een plant uit het geslacht klaverzuring.